# اونترولنبورن
اونترولنبورن (به آلمانی: Unterwellenborn) یک شهر در آلمان است که در زارفلد-رودلشتات واقع شده‌است. اونترولنبورن ۶٬۶۱۱ نفر جمعیت دارد.